# Beau Brummell

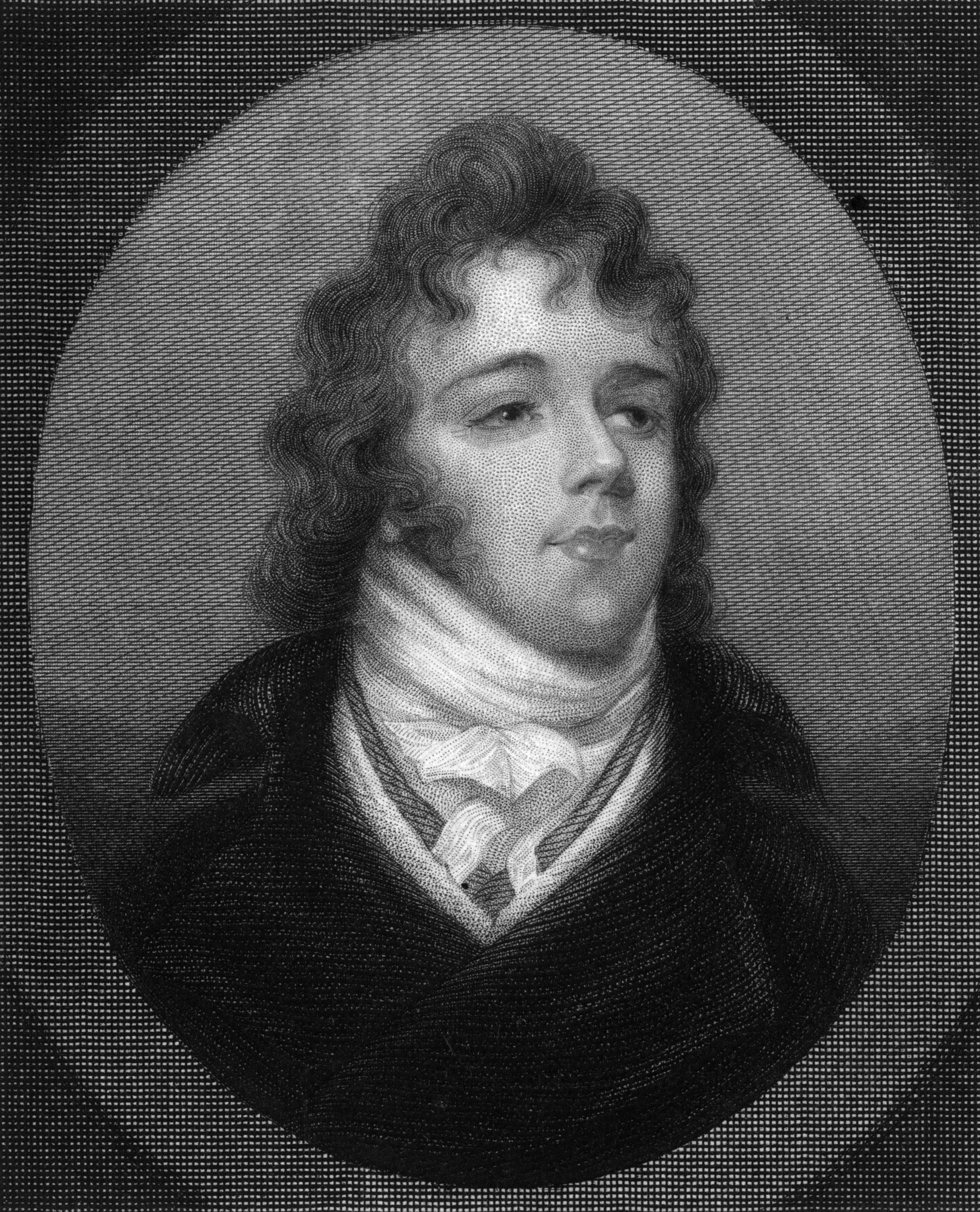
Beau Brummell

George Bryan Brummell (Londen, 7 juni 1778 – Caen, 30 maart 1840), beter bekend als Beau Brummell, was een Engelsman met een legendarische reputatie als dandy. Hij was bevriend met de Engelse kroonprins (de prins-regent en latere koning George IV), maar door schulden viel hij in 1816 in ongenade en moest hij naar Caen vluchten. Met hulp van vrienden werd hij daar Brits consul. Deze positie werd echter opgeheven, zodat hij weer zonder geld zat. Hij leed aan syfilis en stierf als een berooid man.
Brummell studeerde aan de Universiteit van Oxford.

## Televisieserie en verfilming van zijn leven
- In 1954 werd zijn leven verfilmd.
- In 2006 maakte de BBC er ook nog een televisiedrama van getiteld Beau Brummell: This Charming Man, met James Purefoy als Brummell.
- Er staat een standbeeld van Brummell in Jermyn Street in Londen.